# Огірочник лікарський
Огірочник лікарський (Borago officinalis)  — рослина родини бурачникові (Boraginaceae).

## Будова
Однорічна або дворічна рослина. Стебло запушене, гіллясте, досягає висоти 30-60 см.  Нижні листки великі, яйцеподібні, черешкові, верхні — довгасті, сидячі. Поверхня листків запушена. Квітки великі, блакитнуваті, зібрані в щитоподібні суцвіття. Цвіте рослина в червні. Насіння має елайосоми, завдяки яким розповсюджуються за допомогою мурах.

## Практичне використання

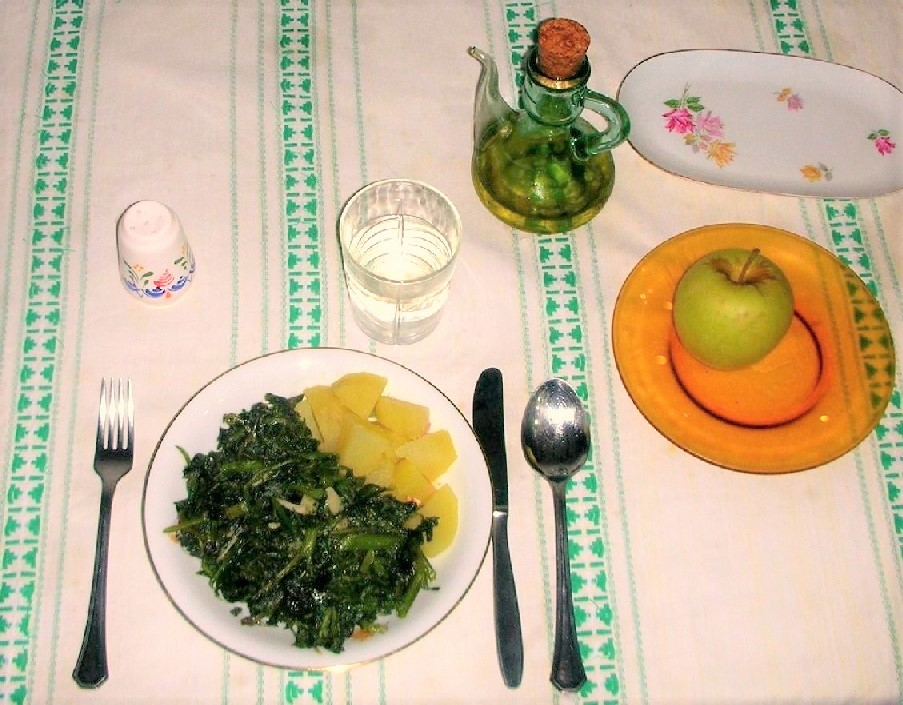
Арагонська кухня, огірочник варений

Вирощують огірочник на городах, у садах, на присадибних ділянках, в окремих господарствах.

### Хімічний склад
Основними активними компонентами рослини є слиз (до 30%), дубильні речовини (близько 3%), сапоніни, каротин, смолисті речовини, кремнієва та аскорбінова кислоти. Трава огірочника має запах свіжих огірків.

### У харчуванні
Молоді листки багаті на слизисті речовини і вітаміни, а тому придатні для салатів. Смак приємний, нагадує свіжі огірки, але з дужчим ароматом. Найчастіше листя використовують як шпинат для юшок, салатів, окрошки. Листя та пагони іноді заварюють замість чаю, квасять про запас. Дрібно пошатковане зілля додається до овочевих та грибних салатів, рибних і овочевих юшок.

### У фарбуванні
Відваром старого листя огірочника фарбують тканини в синій колір.

### Використання в медицині
В офіційній медицині не використовується.
У народній медицині використовується у поєднанні з травою алтеї лікарської та насінням льону звичайного як обволікальний, протизапальний та пом'якшувальний засіб при захворюваннях дихальних шляхів, простудних захворювань, сечових органів, а також при шкірних хворобах, ревматизмі, гарячці.

### У садівництві
Виведені культурні сорти з білими квітами.

## Галерея

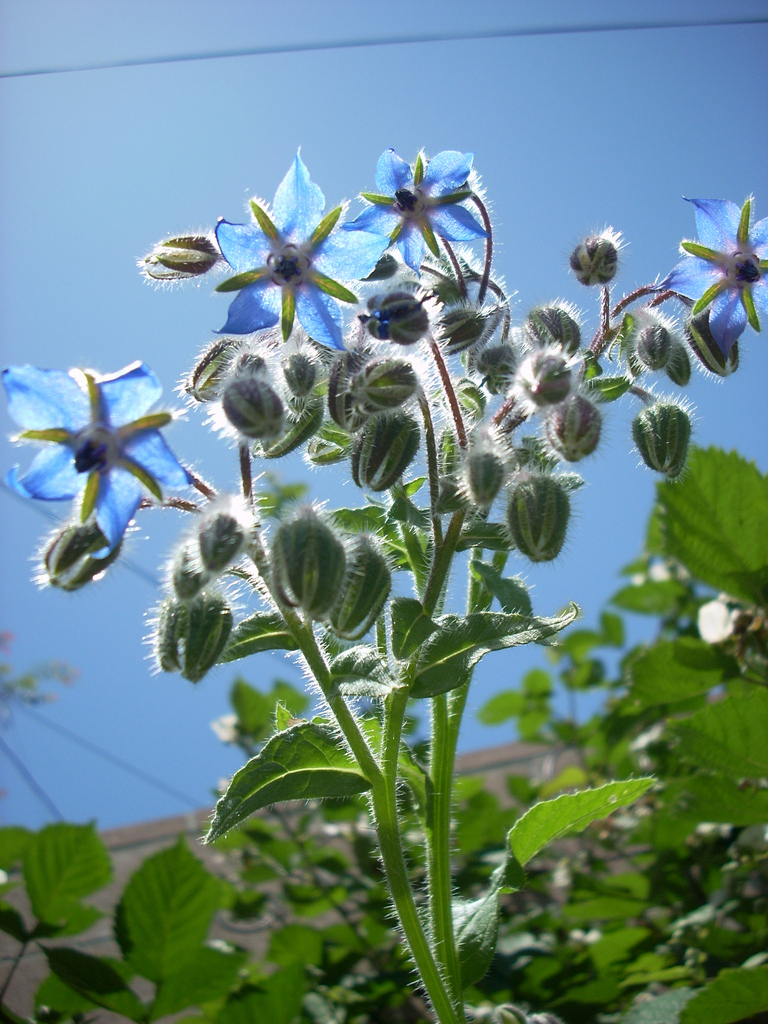
Квіти
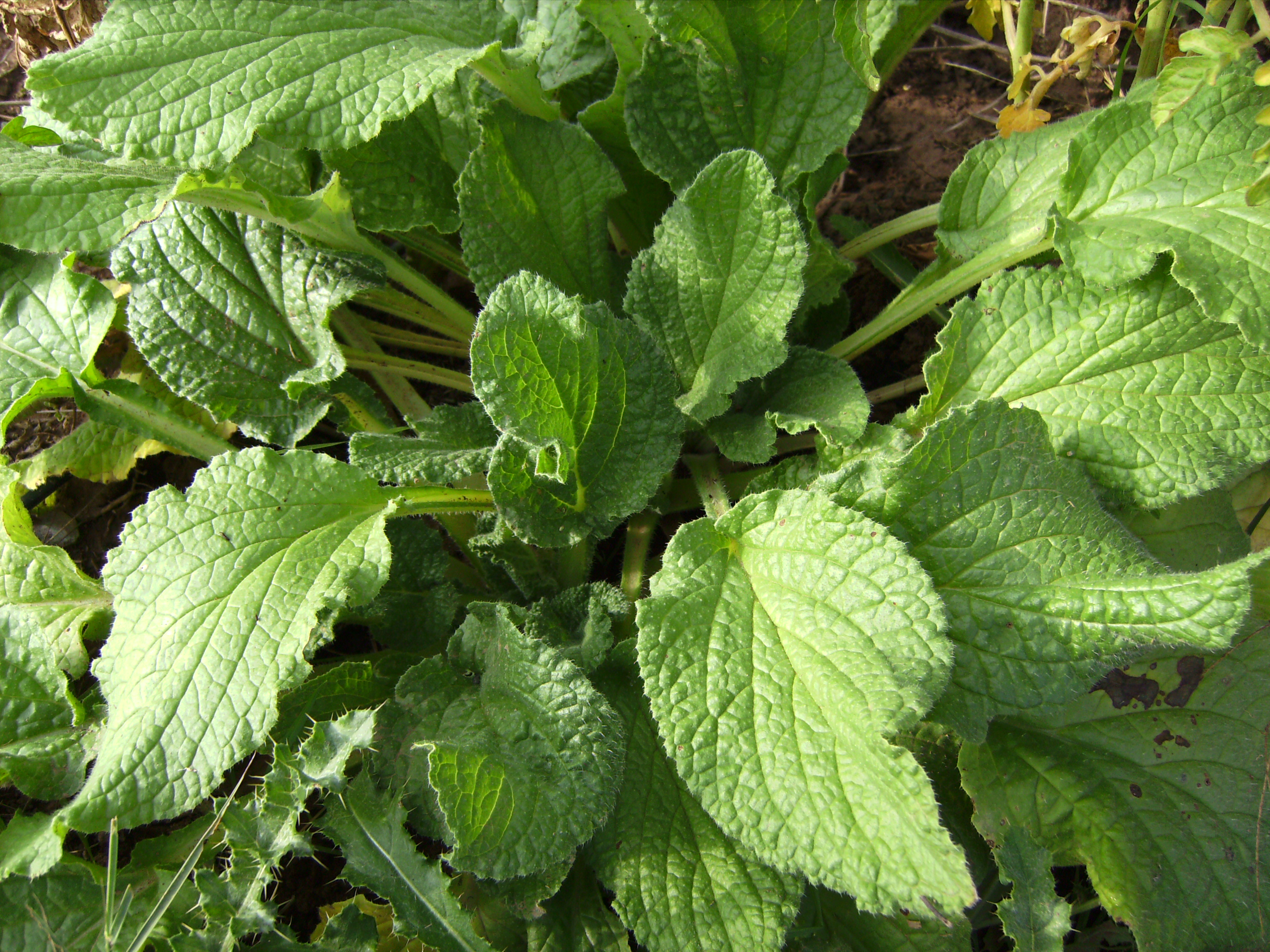
Листя
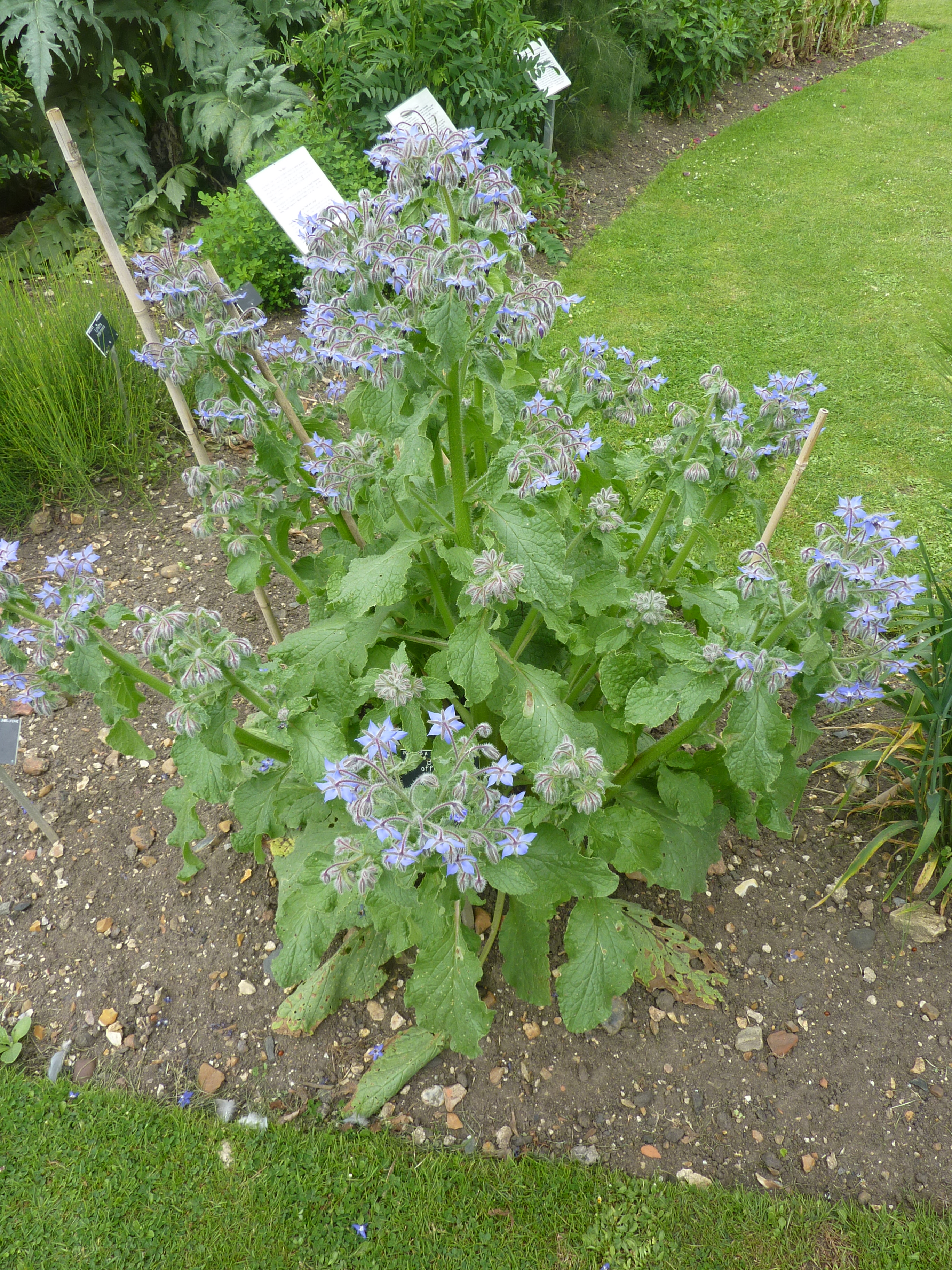
Загальний вигляд
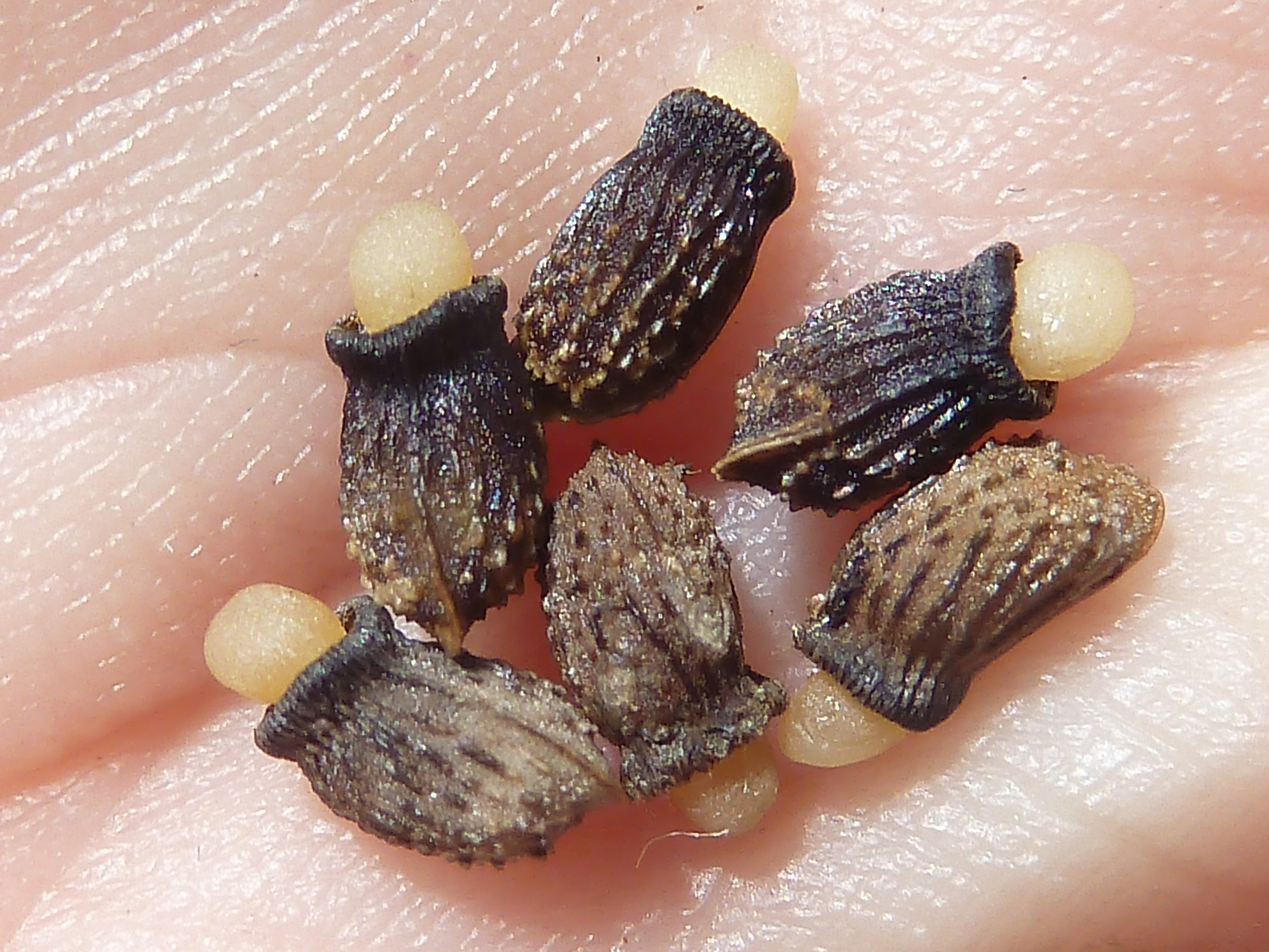
Насіння з елайосомами
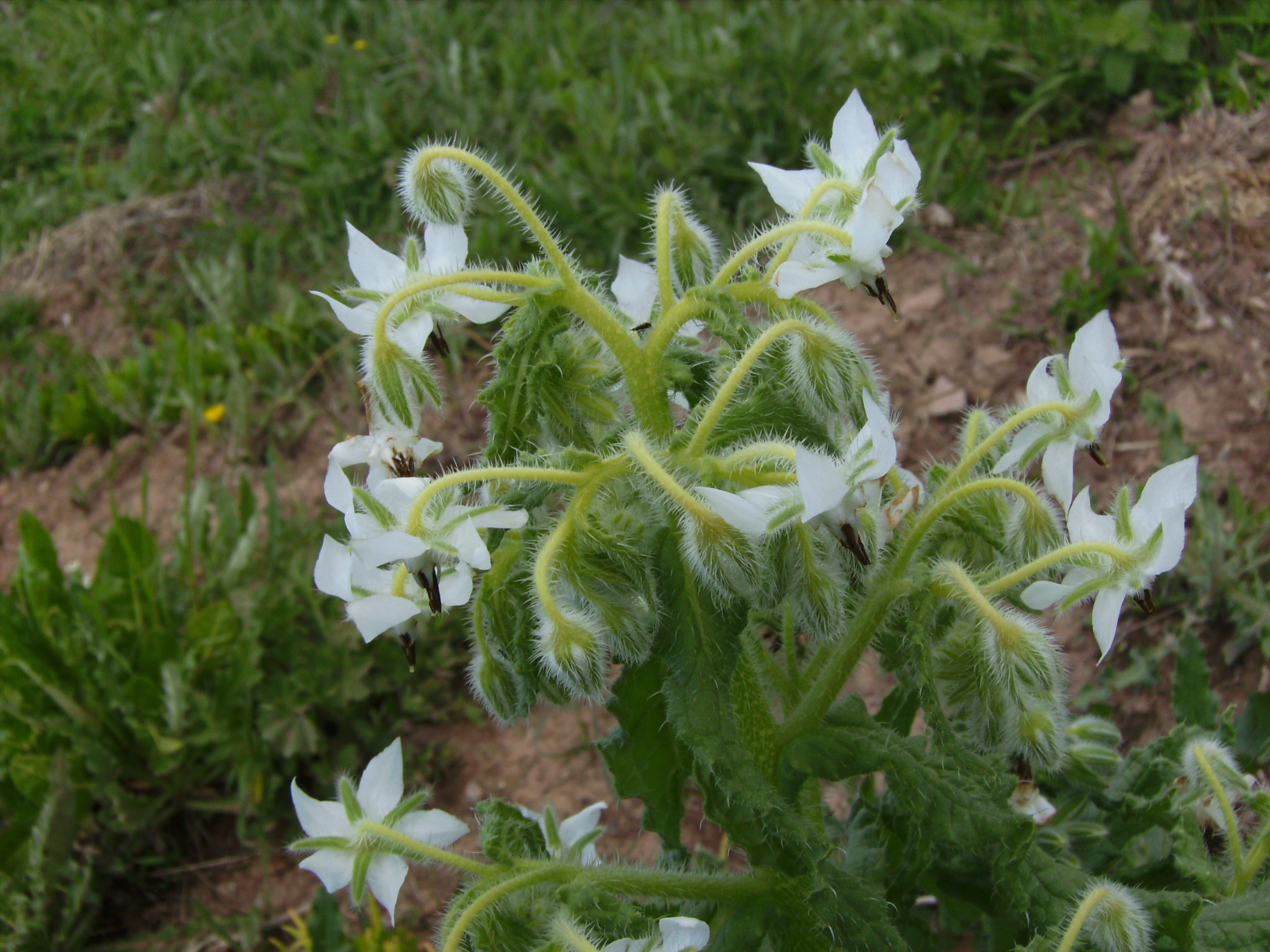
Сорт з білими квітами